# Stenanthium
Genre
Classification APG III (2009)
Stenanthium est un genre de la famille des Mélanthiacées. On le trouve aux États-Unis

## Liste d'espèces
Selon ITIS (6 août 2015) :
- Stenanthium densum (Desr.) Zomlefer & Judd
- Stenanthium diffusum Wofford
- Stenanthium gramineum (Ker-Gawl.) Morong
- Stenanthium leimanthoides (A. Gray) Zomlefer & Judd

Selon NCBI (6 août 2015) :
- Stenanthium densum (Desr.) Zomlefer & Judd
- Stenanthium gramineum (Ker-Gawl.) Morong
- Stenanthium leimanthoides (A. Gray) Zomlefer & Judd